# Хайдудорогский собор
Собор Хайдудорога (оф. Греко-католический собор Введения во храм Пресвятой Богородицы в Хайдудороге, по-венгерски: Hajdúdorogi Istenszülő Bevezetése a Templomba Székesegyház)   — кафедральный собор архиепархии Хайдурога. Первые упоминания о соборе появляются в 1312 году, где в исторических записях упоминается о церкви в Дорогадьхазе (ныне Хайдудорог)  . Однако здание за свою историю претерпело множество реконструкций, последняя из которых была проведена в 2008 году.
В 1912 г. Папа Пий X повысил церковь в ранг собора. Собор является важнейшей частью жизни Хайдудорога, так как 80% его жителей являются греко-католиками. В соборе город празднует рождество и пасху .

## История
Первые упоминания церкви в Хайдудороге датируются 1312 годом, это означает, что скорее всего на месте собора стояла католическая церковь.
В 1616 году город Дорога переходит под контроль православных гайдуков. К 1640 году Гайдуки окончили строительство кирпичной защитной башни, служащей на данный момент колокольней для собора. Во время войн форт , церковь и башня сильно пострадали и только в 1742 башня была перестроена. В 1764 началась масштабная реконструкция церкви, которую возглавлял епископ Мункачи Андраш Бачинский и которая закончилась в 1772 году. В 1771 году императрица Австрии, Мария Терезия, передала Хайдудорог греко-католической епархии Мункача.  В это же время начинает зарождаться движение Хайдудорога, ставящая свою цель признание венгерского языка как языка греко-католической литургии.
Летом 1868 года по инициативе лейтинанта Хайдудорога, Лайош Форкаша,  собор притерпел множественные модернизации и расширения: появились арки у стен, галерея, картины венгерских художников. После конца реконструкции в 1872 году церковь была освящена и посвящена в Введение во храм Пресвятой Богородицы.
8 июня 1912 года Папа Пий X учреждает епархию Хайдудорога и возвел церковь в ранг собора.
В 1938 году на 34-Евхрастическом конгрессе в Будапеште был принят проект массовой реконструкции церквей в стране, в число которых входил также Хайдудорог.  Собор по большей части переделали на латинский лад, убрав из него множество художеств и интерьера.
Во время правления социалистов собор был заброшен вплоть до 1999 года, когда началась еще одна реконструкция собора при поддержке венгерского правительства и ЕС. Стены утеплили, фасад был восстановлен а также интерьер церкви был обновлён.

## Архитектура
Собор имеет длину 38 м , ширину 21 м и высоту 48 м. Мраморный крест высотой 3,5 м  встроен во внешнюю стену апсиды. Фасад собора с южной и северной стороны выглядит примерно одинаково. Наиболее характерной частью является проход длиной 15 м  и шириной 4 м с типичными орнаментами и перегородками в стиле возрождения. Фронтонный фасад достигает высоты 17 м с обеих сторон. Ворота в собор расположены на центральной оси боковых фасадов. Всего в соборе 3 входа. Западный фасад является наиболее типичной частью собора. Над ним возвышается церковный шпиль высотой 48 м, который достигает высоты 50 м. Шпиль выполняет функцию часовой башни. Он имеет циферблат диаметром 2,5 

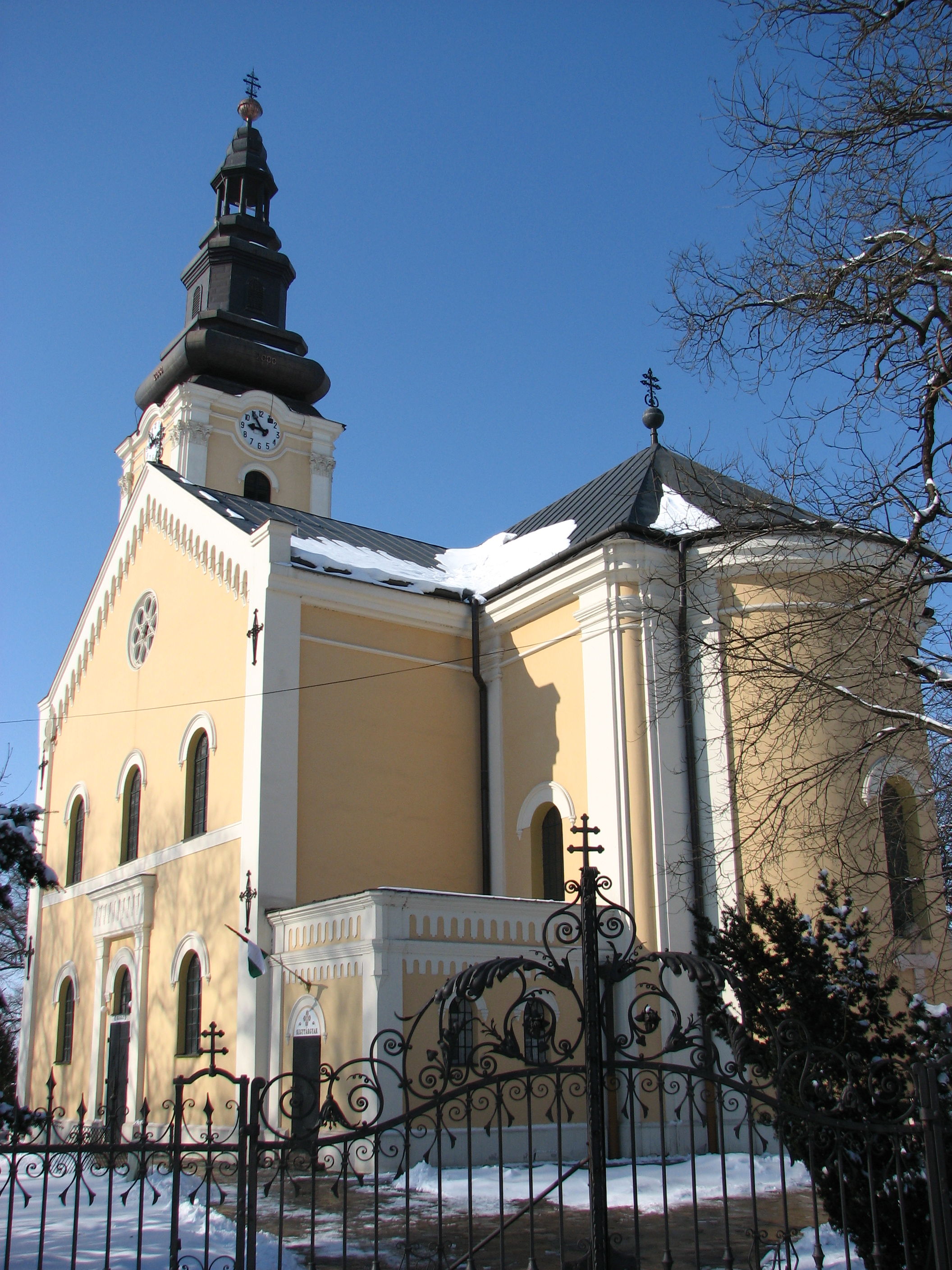
Юго-восточный фасад здания

м с четырех сторон, прямо под колокольней.

## Алтарь
Алтарь расположен в восточной части здания. Святилище имеет ширину 7 м  и высоту почти 10 м, весь пол алтаря имеет возвышение на 10 см.

## Иконостас

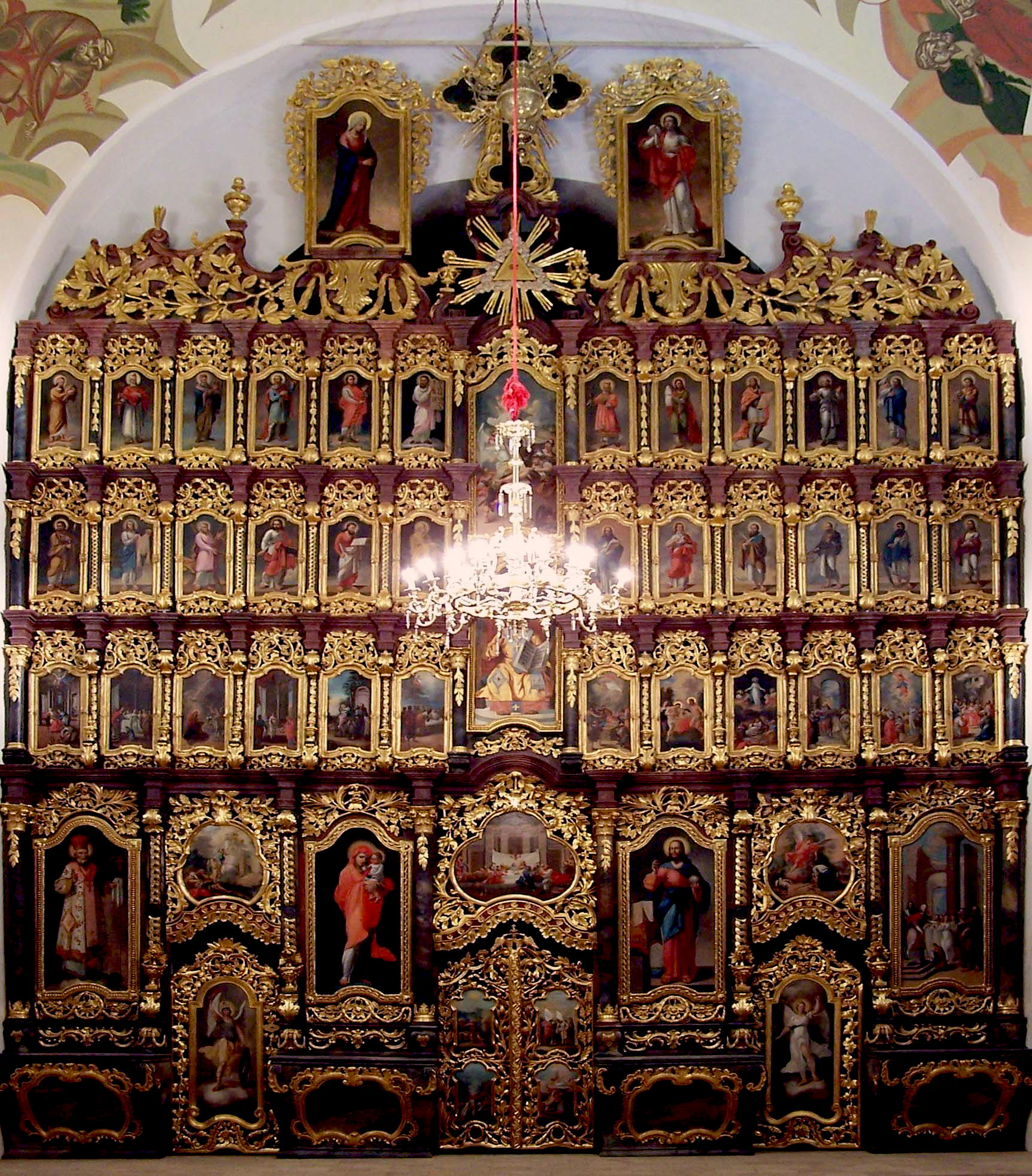
Иконостас Хайдудорога

Иконостас Хайдудорога является самым большим в Венгрии. Он имеет высоту 11 м  и ширину 7 м , вмещая 54 иконы на пяти ярусах. 